# Ральф Мілібенд
Ральф Мілібенд (англ. Ralph Miliband; 7 січня 1924 — 21 травня 1994) — британський соціолог, став відомим як видатний марксистський публіцист. Його називали «одним із найвідоміших академічних марксистів свого покоління» поруч із Е. П. Томпсоном, Еріком Гобсбаумом та Перрі Андерсоном.

## Біографія
Народився в Бельгії у польсько-єврейській робітничій сім'ї іммігрантів, його батько у Варшаві був членом Бунду. Він втік до Великої Британії в 1940 році разом зі своїм батьком, щоб уникнути переслідування, коли нацистська Німеччина вторглася в Бельгію. Вивчив англійську мову, вступив до Лондонської школи економіки і почав брати участь в лівій політиці. Після служби в Королівському флоті під час Другої Світової війни, він оселився в Лондоні у 1946 році і натуралізуватися як британський громадянин 1948 року.
У 1960-х роках він був впливовим учасником руху нових лівих у Великій Британії, який критично ставився до устрою та політики СРСР і країн Центральної Європи (Східного блоку). Мілібенд опублікував кілька книг з марксистської теорії і критики капіталізму.
Обидва його сини, Девід і Ед Мілібенди, стали чільними діячами Лейбористської партії після смерті батька. Девід став міністром закордонних справ, а Ед — державним секретарем із енергетики та змін клімату, а згодом був лідером партії з 2010 по 2015 рік.

### Книжки
- Parliamentary Socialism: A Study of the Politics of Labour (1961);
- The State in Capitalist Society (1969);
- Marxism and Politics (1977);
- Capitalist Democracy in Britain (1982);
- Class Power and State Power (1983);
- Divided Societies: Class Struggle in Contemporary Capitalism (1989);
- Socialism for a Sceptical Age (1994);

### Переклади українською
- Роздуми над антикомунізмом // Спільне. — 31 січня 2018. (у співавторстві з Марселем Лібманом)